# Podział administracyjny Mozambiku
Mozambik podzielony jest na 10 prowincji oraz miasto wydzielone Maputo. One z kolei dzielą się na dystrykty.
Prowincje i ich stolice:
1. Cabo Delgado – Pemba
2. Gaza – Xai-Xai
3. Inhambane – Inhambane
4. Manica – Chimoio
5. Maputo (stołeczna)
6. Maputo – Matola
7. Nampula – Nampula
8. Niasa – Lichinga
9. Sofala – Beira
10. Tete – Tete
11. Zambézia – Quelimane